# フィラデルフィア・エクスペリメント2

『フィラデルフィア・エクスペリメント2』（原題：Philadelphia Experiment II）は、1993年に公開されたSF映画である。1984年に公開された『フィラデルフィア・エクスペリメント』の続編にあたるが、同名の登場人物が2人存在するという点以外は全くの別作品である。
VHS化・LD化・Amazonプライムでの配信はされているが、DVD化はされていない。VHS邦題は『フィラデルフィア・エクスペリメント II/超時空決戦』。

## あらすじ
前作から9年後が舞台になっており、デビッド・ハーデッグ（フィラデルフィア計画の生存者）とアリソン・ヘイズ（1984年から来た女性）は結婚し、家庭を持っていた。ある日、デビッドは苦痛の中、ナチス・ドイツが第二次世界大戦で勝利し、アメリカ合衆国のナチス・ドイツによる征服が始まってから50年がたった別の世界で目覚める。アメリカ社会は独裁的なルールのもとで成っており、市民は重苦しい独裁政権の中で生き延びていた。
この別の世界線では、「フェニックス」と呼ばれる未来的な航空機によってアメリカ合衆国の首都、ワシントンD.Cや、西海岸の他の中枢的な都市に核爆弾が投下されたことにより、ドイツが勝利していた。 アメリカ合衆国は結果的に弱体化し、ナチス・ドイツに降伏した。「フェニックス」は核爆弾の爆発に巻き込まれて破壊されてしまい、担当した技術者のフリードリヒ・マーラーはその成功的なデザインを再製作できないがために、馬鹿にされていた。
だが、実はその航空機はある実験によって過去へ送られた米空軍のステルス機F-117であった。マーラーの息子であるエンジニアのウィリアム・メイラーはフィラデルフィア計画で用いられたものと似ている転送技術を使用した転送装置を設計していた。そのコンセプトは爆撃機に光線を浴びせ、戦闘地域へ転送させて敵を驚かせ、敵が反応する前に攻撃し逃げるというものだった。
最初のテストは核兵器を沢山積んだF-117をドイツにあるラムシュタイン空軍基地に転送させることだった。無事その航空機はラムシュタインへ転送されたが、同時に1943年のナチス・ドイツ時代にも転送されてしまった（米空軍のパイロットの消息は不明）。マーラーはその転送されたF-117を発見し、ナチスに自身の発明品だと伝える。
ハーデッグはメイラーに、過去へ戻り時間線が変えられるのを防ぐために雇われる。ハーデッグは無事、ワシントン D.Cへ核爆弾を落とすF-117（ドイツ空軍カラーに塗装されている）が出発する前夜にワープされ、その航空機を破壊する。マーラーは殺され、その息子のメイラーも時間線上から消滅する。メイラーは結局生まれず、親殺しのパラドックスの法則に基づき航空機の転送計画も消滅し、時間線は元通りに修正される。

## キャスト
| 役名                                                | 俳優                           | 日本語吹替 |
| 役名                                                | 俳優                           | VHS版      |
| --------------------------------------------------- | ------------------------------ | ---------- |
| デビッド・ハーデッグ                                | ブラッド・ジョンソン           | 大塚明夫   |
| ジェス                                              | マルジーン・ホールデン         | 深見梨加   |
| ウィリアム・メイラー博士 フリードリヒ・マーラー博士 | ゲリット・グレアム             |            |
| デッカー                                            | シリル・オライリー             |            |
| ローガン                                            | ジェフリー・ブレイク           |            |
| ベンジャミン・ハーデッグ                            | ジョン・クリスチャン・グラース | 亀井芳子   |
| スコッチ                                            | リサ・ロビンス                 |            |
| ピンストライプ                                      | デビッド・ウェルズ             |            |
| ロングストリート博士                                | ジェームズ・グリーン           | 北村弘一   |
| ハンク                                              | ラリー・セダー                 |            |
| コーチ                                              | アル・パグリーズ               |            |